# Kognitive Umstrukturierung
Kognitive Umstrukturierung beschreibt eine Veränderung/Umstrukturierung der gedanklichen/kognitiven Lebenskonzepte des Menschen und ist ein zentrales Element der kognitiven Verhaltenstherapie. 

## Therapieansätze
Kognitive Umstrukturierung ist nach verschiedenen Methoden durchführbar und wird in kognitiven/verstandesbezogenen, emotionalen/gefühlsbezogenen und behavioralen/verhaltensbezogenen Methoden und Therapieansätzen beschrieben, wie Rational-Emotive Verhaltenstherapie nach Albert Ellis, Kognitive Therapie nach Aaron T. Beck oder Selbstverbalisierungstechnik nach Donald Meichenbaum.

## Schritte
Beate Wilken unterteilt den Prozess der kognitiven Umstrukturierung in fünf Schritte:
1. Vermittlung des Kognitiven Modells (z. B. ABC-Theorie nach Albert Ellis, Unterscheidung zwischen Entstehung und Aufrechterhaltung eines Problems), etwa durch Psychoedukation, Bibliotherapie, gemeinsames Ausfüllen des schriftlichen ABC-Schemas, Imaginationsübungen (Beispielsituationen und Gedanken dazu vorstellen).
2. Aufdeckung der dysfunktionalen Gedanken in konkreten Problemsituationen, v. a. durch Selbstbeobachtungsaufgaben verbunden mit schriftlichen Protokollen und gemeinsame Analyse mit dem Therapeuten.
3. Infragestellen der dysfunktionalen Kognitionen. Hier ist – neben Vorstellungs- und Verhaltensübungen – der sokratische Dialog die zentrale Methode.
4. Erarbeitung angemessenerer, funktionalerer Kognitionen (in Form von hilfreichen Selbstverbalisation bzw. Selbstinstruktionen).
5. Einübung dieser neuen Kognitionen in problematischen Situationen, z. B. durch täglich mehrfaches Aussprechen oder Lesen der erarbeiteten Selbstverbalisationen, Verknüpfung mit Metaphern, Gegenständen, Gesten etc., Rollenspiele (in denen der Patient den Therapeuten – in der Rolle eines Freundes oder Kritikers – von seinen neuen Denkweisen überzeugen soll), Vorstellungs- und Verhaltensübungen.

Das Ziel ist, dass der Patient im Laufe der Therapie lernt, diese Strategien selbstständig anzuwenden und langfristig auch ohne Hilfe des Therapeuten einzusetzen (vgl. Selbstmanagement-Therapie).

## Beispiel
Ein wenig hilfreiches Lebenskonzept ist beispielsweise der dysfunktionale Gedanke „Du darfst nicht weinen“. Ein Hinterfragen dieses Gedanken verdeutlicht, dass Traurigkeit unterdrückt werden soll, aus falscher Scham, oder um andere nicht zu belasten. Das basiert auf der irrationalen Vorstellung, dass es möglich wäre, keine Gefühle zu empfinden, oder dass Menschen nicht traurig sein dürfen. Ein gesünderes, hilfreiches Lebenskonzept wäre beispielsweise der Gedanke „Du darfst weinen so viel Du willst“. 